# Endoftalmitis
L'endoftalmitis és una inflamació de l'interior de l'ull. És una possible complicació de les cirurgies intraoculars, particularment la cirurgia de cataractes, amb possible pèrdua de la visió i del mateix ull. La causa infecciosa és la més comuna i s'han aïllat diversos fongs i bacteris com la causa de l'endoftalmitis. Altres causes inclouen un trauma penetrant, reacció al·lèrgica i la retenció intraocular de cossos estranys. Les injeccions intravitreals exposen els pacients al risc d'endoftalmitis, però amb una taxa d'incidència menor del 0,05%.

## Signes i símptomes
En caos d'endoftalmitis, usualment es troba una història de cirurgia intraocular recent o trauma ocular penetrant. En alguns casos d'endoftalmitis endògena l'extensió de la infecció pot haver estat hematògena (via el corrent sanguini).
L'endoftalmitis usualment està acompanyada de dolor greu, pèrdua de visió i enrogiment de la conjuntiva i l'episclera. Pot estar present l'hipopi.
L'1-3% dels casos d'infeccions de sang candidal inclouen endoftalmitis.

## Causes
- Bacteris: N. meningitidis, Staphylococcus aureus, S. epidermidis, S. pneumoniae, altres streptococcus spp., Propionibacterium acnes'', Pseudomonas aeruginosa, altres organismesgram-negatius.[1]
- Virus: Herpes simplex virus.[1]
- Fongs: Candida spp.[1] Fusarium
- Paràsits: Toxoplasma gondii, Toxocara.[1]

## Tractament
El pacient necessita examen urgent d'un oftalmòleg qui normalment decideix una intervenció urgent de potents antibiòtics en l'ull. Es pot requerir una vitrectomia), i evisceració 
.